# 삼거천
삼거천(三巨川)은 인천광역시 강화군 하점면 삼거리 고려산에서 발원하여 하점면 창후리에서 황해로 유입하는 하천이다. 하점면 이강리에서 창후리까지 4.22 km 구간은 지방하천으로 관리되고 있다. 1696년에 발행된 강화부 읍지(邑誌)인 《강도지》(江都誌)에는 두모천(豆毛川)으로 기록되어 있다.

## 지류
- 삼거천
  - 간곡천: 강화군 하점면 삼거리 고려산에서 발원하는 하천이다.[4]
  - 서촌천: 강화군 하점면 신삼리 고려산에서 발원하여[4] 북쪽으로 흐르는 하천으로, 1.875 km 구간은 강화군의 소하천으로 관리되고 있다.[5] 서촌(西村)은 신삼2리의 마을 이름이다.[6]
  - 세종천: 강화군 하점면 삼거리 산14의 저수지를 기점으로 하여 북쪽으로 흐르는 하천으로, 그 중 1.297 km 구간은 강화군의 소하천으로 관리되고 있다.[5]
  - 신곡천: 강화군 하점면 신봉리 봉천산에서 발원하는 하천이다.[2]
  - 이강천: 강화군 하점면 이강리 별립산에서 발원하는 하천이다.[7]
  - 송현천: 강화군 하점면 이강리 별립산에서 발원하는 하천이다.[7] 위치는 미상이다.
  - 모현천: 강화군 하점면 이강리 별립산에서 발원하는 하천이다.[7] 모현(茅峴)은 이강1리의 마을 이름으로, 띠재, 뜨재라고도 불렀다.[8]

## 참고 문헌
- 김병욱 외 (2015). 《인천의 지명 (하)》. 인천: 인천광역시 시사편찬위원회.
- 문상범 외 (2005). 《인천의 산과 하천》. 인천: 인천광역시 역사자료관 역사문화연구실.